# 斯特羅伯里莊園 (加利福尼亞州)
斯特羅伯里莊園（英語：Strawberry Manor）是位於美國加利福尼亞州馬林縣的一個非建制地區。該地的面積和人口皆未知。

## 地理
斯特羅伯里莊園的座標為37°53′41″N 122°30′42″W / 37.89472°N 122.51167°W，而該地的平均海拔高度為68米（即223英尺）。